# Русловой поток
Руслово́й поток — водный поток, движущийся под действием силы тяжести в формируемом им самим искусственном или естественном русле. Ру́словый поток — устаревший термин. Русловой поток вместе с руслом определяет систему «поток-русло», в которых происходят русловые процессы.
К русловым потокам относятся реки, ручьи, каналы и т. п. Русловой поток характеризуется расходом, скоростью течения, уклоном и др. Наиболее интенсивное перемещение взвешенных частиц происходит в придонном слое руслового потока. Вдоль берегов водотока происходит снижение скорости руслового потока благодаря взаимодействию его с пойменным потоком. Вследствие этого взаимодействия во время половодья у берегов накапливается больше наносов, чем в центре потока